# Stazione di Martínez
La stazione di Martínez (Estación Martínez in spagnolo) è una stazione ferroviaria della linea Mitre situata nell'omonima città della provincia di Buenos Aires.

## Storia
Una prima stazione fu aperta il 18 novembre 1871 dalla compagnia Ferrocarril del Norte de Buenos Aires. Fu dedicata a Ladislao Martínez che aveva messo a disposizione i terreni per la costruzione della ferrovia e della fermata.